# Sông Bến Đang
Sông Bến Đang là 1 phân lưu rút nước từ hệ thống sông Chim - sông Hoàng Long và trở thành là 1 phụ lưu đổ nước vào hệ thống sông Bút – sông Vạc – sông Đáy. Sông Bến Đang với chiều dài khoảng 35 km chảy dọc qua địa bàn các huyện Nho Quan, thành phố Tam Điệp và huyện Yên Mô của tỉnh Ninh Bình. Thượng nguồn sông cùng với sông Chim là ranh giới tự nhiên bao bọc tứ giác nước Hoa Lư, nơi làm nên quần thể di sản thế giới Tràng An đồng thời cũng là ranh giới giữa 2 dãy núi Tam Điệp và dãy núi Tràng An - Tam Cốc.
Sông Bến Đang đôi khi cũng có tên gọi trùng với một số dòng sông ở Ninh Bình như là sông Mới hay sông Nhà Lê do sông mới được đào rộng và có nhiều di tích liên quan đến thời Tiền Lê như Âu Lê, cầu Bến Nhảy, bến thuyền Nhà Lê,...

## Dòng chảy
Sông Bến Đang có điểm đầu tại Đồi Khoai, xã Quỳnh Lưu, Nho Quan. Sông Bến Đang rút nước từ hệ thống sông Rịa - sông Chim để giảm lưu lượng của hệ thống này trước khi đổ vào sông Hoàng Long. Sông chảy qua các xã: Quỳnh Lưu, Sơn Hà, Yên Sơn, Tân Bình, Yên Bình rồi đổ vào huyện Yên Mô làm ranh giới tự nhiên giữa các xã Yên Thắng và Mai Sơn, Yên Hòa và Khánh Thượng, Yên Hưng và Yên Phú, Yên Mỹ và Yên Phong, Yên Nhân và Yên Từ.
Khi bắt đầu vào địa phận Yên Mô tại xã Yên Thắng và Mai Sơn thì sông có tên gọi địa phương khác là sông Ghềnh hay sông Trà Tu với chiều dài gần 5 km, tiếp tục được gọi là sông Yên Thổ và chia thành 2 nhánh mang tên làng sông Trinh Nữ và sông Lồng.
Sông Bến Đang là 1 con sông thoát lũ, úng được mở rộng từ những năm đầu thập niên 70 của thế kỷ XX nên nó còn được gọi là sông Mới, đoạn hạ lưu của nó là sông Trinh Nữ nổi tiếng trong sử sách. Đoạn đầu sông Bến Đang có nhiệm vụ tiêu thoát lũ núi và nhận nước tiêu úng từ các khu vực sản xuất nông nghiệp thuộc 1 phần diện tích 9 xã (Văn Phương, Văn Phú, Phú Lộc, Thượng Hòa, Thanh Lạc, Sơn Thành, Phú Long, Quỳnh Lưu, Sơn Lai) thuộc huyện Nho Quan và 4 xã (Gia Phong, Gia Minh, Gia Sinh, Gia Lạc) thuộc huyện Gia Viễn chảy xuống phía Nam, qua sông Ghềnh gặp sông Bút rồi chia ngả đổ vào sông Vạc, sông Càn ra biển Đông. Khi thoát nước sông có thể ngược theo sông Rịa chảy lên phía Đông Bắc đổ ra sông Hoàng Long thông qua Âu Lê cuối sông Rịa trên địa phận huyện Gia Viễn.

## Nâng cấp
Đây là dòng sông có tác dụng bổ trợ góp phần phát huy hết hiệu quả của việc đầu tư xây dựng, tiêu thoát lũ cho vùng hữu sông Hoàng Long thuộc huyện Gia Viễn, Nho Quan và hệ thống sông, ngòi kết hợp đảm bảo giao thông thủy, giao thông nông thôn; thoát lũ nội địa cho 18 xã thuộc 4 huyện, thị là Nho Quan, thành phố Tam Điệp, Hoa Lư, Yên Mô; cấp nước ngọt cho 38.839 ha đất canh tác của khu vực phía Nam tỉnh.
Dự án nâng cấp sông Bến Đang chia làm 2 gói thầu: Nạo vét, mở rộng nâng cấp đê sông Bến Đang đoạn từ sông Rịa đến cầu Bến Nhảy huyện Nho Quan - tỉnh Ninh Bình dài gần 5 km và đoạn từ từ cầu Bến Nhảy thuộc xã Sơn Hà đến sông Vạc trên địa phận huyện Yên Mô dài 29,6 km.
Theo quy mô thiết kế, dự án nạo vét, mở rộng kết hợp nâng cấp đê sông Bến Đang của gói thứ 2 chia thành 3 đoạn. Đoạn từ cầu Bến Nhảy đến cầu Ghềnh được tập trung nạo vét dài 13,4 km sông, với chiều rộng đáy sông 30 m, nâng cấp 2,7 km đê tả, gần 12 km đê hữu, với bề rộng mặt đê là 5 m. Đoạn từ cầu Ghềnh đến sông Bút nạo vét trên 12,6 km sông, chiều rộng đáy sông 35 m, nâng cấp 9,6 km đê tả, trên 12 km đê hữu, với bề rộng mặt đê là 5m. Đoạn từ cầu Yên Thổ đến sông Vạc nạo vét trên 3,5 km sông, chiều rộng đáy sông 20 m, nâng cấp trên 3 km đê tả, trên 4 km đê hữu. Ngoài ra, trong dự án còn đắp 7 nhánh bờ bao dài trên 8 km, với cao trình từ 3,8 – 4 m, bề rộng mặt đê là 5 m.

## Du lịch đường sông
Là ranh giới phía Tây của quần thể danh thắng Tràng An, sông Bến Đang là tuyến đường thủy dẫn tới nhiều điểm du lịch như:
- Tuyến du lịch sông Bến Đang - hang Bụt - vườn chim - Thung Nham - Thung Lau Lá - Thung Kê - rừng nguyên sinh thuộc khu du lịch Tam Cốc - Bích Động phục vụ du khách muốn tìm hiểu về lịch sử sông Bến Đang, bến thuyền nhà Lê, tham quan hang Bụt, đặc biệt là tham quan, chiêm ngưỡng đa dạng hệ sinh thái.
- Hang Phật ở núi Lớn, bia đá ở núi Ông cùng với đình làng Quang Hiển, nơi thờ 3 vị tướng thời Hùng Vương bên dòng sông Bến Đang, nơi có tuyến đường Thiên Lý cổ (ra Bắc vào Nam) chạy qua, có ý nghĩa quan trọng trong việc nghiên cứu lịch sử, Phật giáo, văn hóa dân tộc, cần được bảo vệ nguyên trạng và tiếp tục nghiên cứu.
- Động Thiên Hà nằm trong dải núi Tướng với độ cao gần 200 m là một phần của bức tường thành thiên nhiên vững chắc bao bọc, bảo vệ phía Tây Nam kinh đô Hoa Lư thế kỷ X, gắn liền với những địa danh lịch sử, văn hoá như Bến thuyền Nhà Lê, Núi Phật Đầu Sơn, Thửa Ruộng Đấu Lính... Từ bản Mường Thổ Hà, xã Sơn Hà, du khách xuống thuyền trên dòng sông Bến Đang với chiều dài chừng 1 km xen giữa cánh đồng quê để tới cửa động. Động có chiều dài 700 m bao gồm động khô dài 200 m và động nước dài 500 m. Những hình dáng do đá núi tạo ra được gọi tên như: đây là chú Cáo Lỗ đang chén mồi, kia là Voi phục, Hổ rình mồi, khỉ leo cây… cao hơn có khám thờ với hình ảnh Đức Phật, thầy Đường Tăng đang tụng kinh cầu an cho các đồ đệ... tất cả đều gợi trí tò mò, khám phá của du khách.

## Trong thơ ca
Nhà thơ Bùi Thị Bình có bài thơ "Trở lại bến sông" mô tả tình cảm của tác giả khi về thăm quê hương bên dòng sông Bến Đang như sau:
| “ | TRỞ LẠI BẾN SÔNG Ngẩn ngơ, về lại bến sông Con thuyền thấp thoáng, mênh mông xa mờ Mái chèo buông, mạn khép hờ Xanh xanh triền bãi, non tơ một màu Cỏ may xưa, dưới chân cầu Vẫn thay áo mới, dãi dầu chênh chao Nhớ về ngày ấy, xôn xao Tình Em … đôi mắt thủa nào đã xa... Ngỡ như mới đó, chiều qua Bàng xanh phượng thắm, ngày ta đến trường Chẳng có đâu… chuyện chiếu giường Mà sao mãi cứ vấn vương, không nhòa Bao năm... trở lại quê nhà Chốn xưa cũ vẫn đây, mà... mắt cay Mỏi mong, từng tháng từng ngày Gặp người năm ấy nơi này - Bến sông! | ” |
Nhà thơ Đồng Bác Kế trong bài "Về lại Nho Quan" có đoạn mô tả cảnh sông Bến Đang:
| “ | Con sông Bến Đang nước trong vẫn chảy Cây cầu Bến Nhảy còn đó đợi chờ | ” |

## Các sông liên quan
- Sông Chim: là một phụ lưu của sông Hoàng Long, cấp nước cho sông Bến Đang.
- Sông Vũng là một phụ lưu của sông Bến Đang, chảy trong địa bàn xã Yên Sơn, Tam Điệp.
- Sông Hệ: cùng với sông Vo rút nước sông Bến Đang ở phường Tân Bình chảy khoảng 6 km rồi đổ vào sông Vạc.
- Sông Vo: cùng với sông Hệ rút nước sông Bến Đang ở phường Tân Bình chảy khoảng 6 km rồi đổ vào sông Vạc.
- Sông Trinh Nữ: thuộc ranh giới 2 xã Yên Hòa, Yên Thành với 2 xã Yên Hưng, Yên Mỹ. Sông chảy qua làng Trinh Nữ, vào xã Yên Mạc rồi đổ vào sông Bút nên được gọi là sông Trinh Nữ.
- Sông Bút: còn gọi là sông Nhà Lê, nối sông Vạc với hệ thống sông Bắc Trung Bộ.

## Địa danh bên sông
- Lũ Phong: thuộc xã Quỳnh Lưu, Nho Quan, là quê hương của anh hùng Lương Văn Tụy.
- Cầu Bến Nhảy: nằm trên quốc lộ 38B.
- Hang Bụt, Phật đầu sơn: di tích thuộc quần thể di sản thế giới Tràng An.
- Bến Nhà Lê: một bến đò dọc phục vụ du lịch.
- Núi Tướng: thuộc quần thể danh thắng Tràng An, nơi có động Thiên Hà là một di tích thắng cảnh.
- Nhà máy xi măng Duyên Hà.
- Cầu Ghềnh: một cầu nằm trên Quốc lộ 1.
- Cầu Tu: nối Bình Sơn với Trà Tu.
- Cầu Liên Trì: nối Chợ Bến tới Liên Trì.
- Cầu Yên Thổ: nằm ở ngã 3 sông với một nhánh nối ra sông Vạc.
- Sông Trinh Nữ: nối sông Bến Đang ra sông Bút.
- Cảng Ngò: nằm bên cầu Lạc Hiền, phục vụ mục đích vận chuyển hàng hóa vào chợ Ngò, thị trấn Yên Thịnh, Yên Mô.
- Cầu Chợ Chớp: nối Yên Phú với Yên Hưng.
- Trung tâm phục hồi chức năng thần kinh tỉnh Ninh Bình.
- Cảng Lồng, cầu Lồng: nằm trên đường tỉnh 480B đi thị trấn Yên Thịnh.
- Cầu Luốn: nối vào thôn Nộn Khê, Yên Từ.